# CBGB (film)
CBGB – amerykański film historyczno-dramatyczny z 2013 w reżyserii Randalla Millera, poświęcony nowojorskiemu klubowi muzycznemu CBGB działającemu w latach 1973–2006. Opowiada historię Hilly’ego Kristala, który założył lokal mający promować gatunki muzyczne zawarte w jego nazwie (Country, Blue Grass and Blues), zamiast tego przekształcił się w miejsce rozwoju nowych nurtów – punk i new wave.
Film powstał jako produkcja niezależna. Oficjalną premierę teatralną miał 4 października 2013 w ramach festiwalu CBGB Music & Film Festival. Wcześniej rozpowszechniany był w systemie VOD, a 31 grudnia 2013 pojawiły się wydania na DVD i Blu-ray.
Film otrzymał raczej negatywne oceny – portal Metacritic na podstawie 17 recenzji przyznał mu średnią 30 punktów (na 100), również niskie noty dostał w serwisie Rotten Tomatoes.
Na soundtracku z filmu znalazły się m.in. piosenki Talking Heads, MC5, New York Dolls, Television, Richard Hell and the Voidoids, The Velvet Underground, The Dead Boys, Blondie, The Police i innych artystów związanych z CBGB.

## Obsada
- Alan Rickman jako Hilly Kristal
- Ashley Greene jako Lisa Kristal
- Malin Åkerman jako Debbie Harry z Blondie
- Freddy Rodriguez jako Idaho
- Ryan Hurst jako Mad Mountain
- Stana Katic jako Genya Ravan
- Richard de Klerk jako Taxi
- Rupert Grint jako Cheetah Chrome z The Dead Boys
- Justin Bartha jako Stiv Bators z The Dead Boys
- Bronson C. Adams jako Johnny Blitz z The Dead Boys
- Joel David Moore jako Joey Ramone
- Josh Zuckerman jako John Holmstrom
- Kyle Gallner jako Lou Reed
- Johnny Galecki jako Terry Ork
- Donal Logue jako Merv Ferguson
- Taylor Hawkins jako Iggy Pop
- Mickey Sumner jako Patti Smith
- Caleb McCotter jako Wayne County
- Bradley Whitford jako Nicky Gant
- Estelle Harris jako Bertha Kristal